# Ruth Wodak
Ruth Wodak (Londres, 12 de julho de 1950) é uma linguista austríaca conhecida por seu trabalho em análise crítica do discurso. É professora emérita da Universidade de Lancaster, sendo também afiliada à Universidade de Viena. Suas pesquisas centram-se em assuntos como antissemitismo, estudos de gênero, discurso político, discurso organizacional e a construção das identidades europeia e austríaca.
Desenvolveu, com Martin Reisigl, a abordagem histórico-discursiva de análise crítica do discurso, que envolve triangulação e enfatiza a combinação da análise textual com a análise do contexto político e histórico. Sua metodologia faz uso da linguística sistêmico-funcional, da teoria da argumentação e da etnografia.

## Biografia
A mãe de Wodak era química e estudou na Universidade de Viena, mas foi expulsa pelos nazistas em 1938 e só conseguiu concluir o doutorado na Inglaterra. Seu pai era um social-democrata convicto que serviu como soldado britânico durante a Segunda Guerra Mundial e ingressou no serviço diplomático austríaco após a guerra. Assim, Wodak nasceu em Londres e cresceu em várias cidades, incluindo Belgrado, Paris, Moscou e Viena.
Em 1968, começou a estudar Estudos Eslavos e Linguística na Universidade de Viena e obteve seu doutorado sub auspiciis praesidentis em 1974. Trabalhou no Instituto de Linguística da Universidade de Viena: Professor Assistente de Linguística (1975 - 1983); Professor Associado de Sociolinguística e Psicolinguística (1983 - 1991); Professor Titular de Linguística Aplicada (1991 - 2004). Em 1996, Wodak tornou-se a primeira mulher e cientista social a receber o prêmio mais conceituado da Áustria para acadêmicos de destaque, o Prêmio Wittgenstein. Em 2004, mudou-se para a Universidade de Lancaster, onde permanece como professora emérita desde 2007.
Também foi diretora do Centro de Pesquisa "Discurso, Política, Identidade", Universidade de Viena (1997 - 2006); Professora de Pesquisa, Academia Austríaca de Ciências, Universidade de Viena (1999 - 2002); e co-diretora do Ponto Focal Nacional Austríaco, European Monitoring Centre for Racism, Xenophobia and Anti-Semitism (desde 2000).

## Prêmios e honrarias
- 1992, Cátedra Austríaca, Universidade Stanford[5]
- 1996, Prêmio Wittgenstein, República da Áustria[5][6][7]
- 1998, eleita para a Academia Austríaca de Ciências (renunciou em 2012)
- 2003, Cátedra Visitante Leverhulme, Universidade de East Anglia[5]
- 2003, Prêmio Willy e Helga Verkauf-Verlon, Centro de Documentação da Resistência Austríaca (DÖW)[6]
- 2008, Cátedra Visitante Kerstin Hesselgren do Parlamento Sueco, Universidade de Örebro[5][7]
- 2010, Doutorado Honorário, Universidade de Örebro[7]
- 2010, membra da Academia Europaea[4]
- 2010, Presidente da Societas Linguistica Europaea[8]
- 2011, Grande Condecoração de Honra em Prata por Serviços à República da Áustria[9]
- 2013, eleita para a Academia Britânica de Ciências Sociais[6]
- 2014, Cátedra Royden J. Davis de Estudos Interdisciplinares, Universidade de Georgetown[5][7]
- 2016, Distinguished Schuman Fellow, Schuman Center, Instituto Universitário Europeu[5][7]
- 2017, Cátedra Willi Brandt, Universidade de Malmö[10]
- 2018, Bolsista do Institut für die Wissenschaften vom Menschen[5]
- 2018, Prêmio Lebenswerk, pelo Conjunto da Obra, do Ministério dos Assuntos da Mulher[11]
- 2020, Bolsista do Institut für die Wissenschaften vom Menschen[5]
- 2020, Membro Honorário do Senado da Universidade de Viena[12]
- 2021, Prêmio Bruno Kreisky de Livro Político, por suas realizações ao longo da vida[13]
- 2022, Anel de Honra Paul Watzlawick, Associação Médica de Viena[3]
- 2023, Doutorado honorário da Universidade de Warwick[14]